# マテイ・ヴク
マテイ・ヴク（Matej Vuk 、2000年6月10日 - ）は、クロアチア・チャコヴェツ出身のプロサッカー選手。HNKリエカ所属。ポジションは、ミッドフィールダー。